# Baetidae
Die Baetidae sind die artenreichste Familie der Eintagsfliegen. Ihre wasserlebenden Larven zeigen eine ans Schwimmen angepasste Körpergestalt. Baetidae sind, mit Ausnahme von Neuseeland und der Antarktis, nahezu weltweit verbreitet.

## Merkmale
Baetidae sind kleine bis mittelgroße Eintagsfliegen, mit Vorderflügellängen zwischen 2 und 12 Millimeter. Die Imagines ähneln in ihrer Körpergestalt anderen Eintagsfliegen. Typisch für die Familie ist die Gestalt der Augen bei den Männchen: die Komplexaugen sind in zwei getrennte Augen aufgelöst, von denen ein Paar zur Seite, und ein Paar, „Turbanaugen“ genannt, nach oben weist. Schwerer erkennbar, aber von systematischer Bedeutung ist die Lage einer Naht (Sutur) der Kopfkapsel: Die epicraniale Sutur verläuft vor den lateralen Ocelli. Die Imagines besitzen glasklare (hyaline) ungefleckte und ungezeichnete Flügel, wobei die Hinterflügel immer weitaus kleiner sind als die Vorderflügel, bei einer Reihe von Gattungen sind sie ganz zurückgebildet, so dass nur ein Flügelpaar erhalten ist. In der Aderung der Vorderflügel fallen zum hinteren Flügelrand hin kurze, nicht mit den anderen Adern zum Flügelgelenk hin verbundene Adern, die Interkalaradern auf. Je nach Gattung sind immer eine (wie bei vielen Eintagsfliegen), oder zwei, Interkalaradern pro Zwischenraum vorhanden. Die Beine sind stabförmig, wie üblich bei Eintagsfliegen sind die Vorderbeine der Männchen stark verlängert. Die Tarsen auch der Mittel- und Hinterbeine sind viergliedrig, nicht fünfgliedrig wie bei den meisten Eintagsfliegen. Das erste Tarsenglied ist mit der Tibia unbeweglich verwachsen. Beim Männchen tragen die Tarsen der Vorderbeine zwei ungleiche Krallen, von denen eine spitz und sichelförmig, die andere stumpf ist. Der walzenförmig verlängerte Hinterleib trägt am Ende, wie die meisten Eintagsfliegen, zwei vielgliedrige, verlängerte Schwanzfäden. Typisch für die Familie, sind die paarigen Begattungsorgane (Penes) der Männchen nicht sklerotisiert.
Die Larven der Baetidae sind von abgerundet tropfenförmiger („torpedoförmiger“) Gestalt, sie sind daher recht gut schwimmfähig. Sie besitzen drei Schwanzfäden, von denen der mittlere je nach Gattung von gleicher Länge oder merklich kürzer als die seitlichen ist. Bei den europäischen Arten tragen die seitlichen Schwanzfäden einen Saum aus feinen Borsten, diese sitzen nur auf der Innenseite; bei einigen Gattungen fehlen sie (in Europa: Acentrella). Seitlich am Hinterleib sitzen sieben Paar oval geformte, meist zum Ende hin etwas zugespitzte, bewegliche Kiemenblättchen, die von Tracheen durchzogen sind. Bei manchen Gattungen sind die Kiemenblättchen (außer dem letzten Paar) verdoppelt. Der hypognathe (senkrecht stehende, mit den Mundwerkzeugen nach unten) Kopf der Larven trägt lange Antennen, die immer länger sind als der Kopf. Beim Bau der Mundwerkzeuge sind folgende Merkmale charakteristisch: das Labrum trägt mittig eine Einschnürung, die linke Mandibel besitzt eine bewegliche, lange, an der Spitze gezähnte und bewegliche Prostheka.

## Ökologie
Die Larven der Baetidae leben im Gewässern aller Art, mit Verbreitungsschwerpunkt in Bächen (Rhithral). Weniger Arten sind auch auf stehende Gewässer spezialisiert. Sie leben meist am Gewässergrund. In Mitteleuropa leben die Gattungen Baetis und Acentrella fast ausschließlich am Gewässergrund, wo sie auf dem Substrat umherkriechen („Klammertyp“), die anderen Gattungen sind daneben recht gut schwimmfähig („Schwimmtyp“), wobei sie mit den mit einem dichten Borstensaum besetzten Schwanzfäden rudern. Schwimmende Formen kommen nur in langsam fließenden oder stehendem Wasser vor. Die meisten europäischen Arten weiden den organischen, aus Algen und Bakterien bestehenden Überzug (Biofilm) oder Aufwuchs (Periphyton) auf Steinen oder anderem Hartsubstrat ab, oder sie ernähren sich von weicher, teilzersetzter organischer Substanz (Detritus), vor allem abgestorbenen Pflanzenresten. In anderen Regionen ist ihre Lebensweise vielfältiger. In Südamerika sind etwa räuberische (Harpagobaetis) und filtrierende (Chane) Gattungen bekannt, die Arten der Gattungen Mayobaetis und Spiritops sind spezialisiert auf Wasserfälle.
Die Imagines nehmen, wie alle Eintagsfliegen, keine Nahrung auf und sind kurzlebig. Kopulation erfolgt im Fluge, wenige Arten vermehren sich (thelytok) parthenogenetisch, das heißt, es schlüpfen aus, unbefruchteten, Eiern nur Weibchen. Die Weibchen legen die Eier meist unter Wasser, auf die Unterseite von Steinen o. ä., ab, sie kriechen dazu vom Ufer oder von vorstehenden Steinen ins Wasser. Einige Arten, so zum Beispiel Cloeon dipterum, zeigen Ovoviviparie. Sie tupfen ihre Eier im Fluge ins Wasser, die Junglarven schlüpfen sofort aus, meist, noch ehe das Ei den Grund erreicht hat.

## Verbreitung
Die Baetidae sind nahezu weltweit verbreitet. Ihre Verbreitung über die Faunenreiche ist relativ gleichmäßig, sie machen in fast allen Regionen etwa 20 bis 25 Prozent der Gesamtartenzahl der Eintagsfliegen aus, in der Orientalis und der Afrotropis ist ihr Anteil mit 36 und 47 Prozent sogar noch höher. Für die Paläarktis werden 156 Arten angegeben, für Europa 82.

## Phylogenie und Systematik
Die Stellung der Baetidae innerhalb der Eintagsfliegen ist derzeit nicht gesichert und wird zwischen verschiedenen Forschern noch kontrovers diskutiert. Ihre Einordnung in eine Unterordnung „Schistonota“ wird heute kaum noch vertreten, die „Schistonota“ gelten meist als paraphyletisch. Auch die früher verwendete Überfamilie Baetoidea gilt nicht mehr als gerechtfertigt. Bei neueren Untersuchungen, sowohl auf Basis der Morphologie als auch auf molekularer Basis, anhand des Vergleichs homologer DNA-Sequenzen, zeichnet sich eine sehr basale Stellung ab. In einer früheren molekularen Untersuchung galten sie sogar zeitweilig als ursprünglichste Gruppe, mit allen anderen rezenten Eintagsfliegen als Schwestergruppe. Diese Position kommt aber nach späteren Erkenntnissen der monotypischen chinesischen Familie Siphluriscidae, mit der einzigen Art Siphluriscus chinensis zu. Unklar ist ihre Stellung weiterhin zu der kleinen Familie Isonychiidae. Demnach sind die Eintagsfliegen (mit Ausnahme von Siphluriscus) entweder Schwestergruppe der Baetidae, oder einer gemeinsamen Klade von diesen und den Isonychiidae. Die nach morphologischen Kriterien, vor allem der Larven, sehr ähnliche Familie Siphlaenigmatidae (mit der einzigen Art Siphlaenigma janae aus Neuseeland) gilt heute meist nicht mehr zwingend als nahe verwandt; die verbindenden Merkmale könnten eher auf Konvergenz zurückgehen.
Die Familie wird häufig in die Unterfamilien Baetinae und Cloeoninae gegliedert, deren Monophylie aber nicht erwiesen ist. Die Gliederung der Familie anhand morphologischer Merkmale ist schwierig, weil zahlreiche Merkmale einen hohen Grad von Homoplasie aufweisen.
Mit etwa 833 Arten in 97 Gattungen sind die Baetidae die artenreichste Familie der Ephemeroptera.
In Europa kommen folgende Gattungen vor:
- Acentrella (von einigen Taxonomen auch als Untergattung von Baetis betrachtet)
- Baetis
- Baetopus
- Centroptilum
- Cloeon
- Procloeon
- Pseudocentroptiloides